# Dekoltázs őrnagy
A Dekoltázs őrnagy (Major Boobage) a South Park című animációs sorozat 170. része (a 12. évad 3. epizódja). Elsőként 2008. március 26-án sugározták az Egyesült Államokban. Magyarországon 2009. március 27-én mutatta be a Comedy Central.
A cselekmény szerint a South Park-i gyerekek körében új drogozási módszer terjed el, amelynek Kenny McCormick is egyre inkább a hatása alá kerül. Az epizód animációs stílusát az 1981-es Heavy Metal című kanadai animációs film inspirálta, valamint utalások történnek Anne Frank naplójára és az Eliot Spitzer lemondása körüli botrányra is.

## Cselekmény
|  | Alább a cselekmény részletei következnek! |

Az iskolában Mr. Mackey drogprevenciós szándékkal különféle bódulatot okozó módszerekről beszél a gyerekeknek, és megemlít egy új, egyre népszerűbb eljárást is: a kan macskák által területmegjelölésre használt vizelet mámoros állapotba hozhatja azt, aki ezt belélegzi. Tanítás után a főszereplő gyerekek ki is próbálják a hallottakat, Eric Cartman macskájának, Cicusnak a segítségével. A feladatra Kenny vállalkozik, aki a vizelet hatására pszichedelikus utazáson vesz részt; beül egy repülő autóba és egy másik bolygón egy szőke, nagymellű nővel találkozik, aki közös fürdőzésre hívja őt. Még mielőtt azonban erre sor kerülne, barátai visszahozzák Kennyt a valóságba, aki ezt nagyon zokon veszi és dühében rátámad Cartmanre.
Ez a drogozási forma, amely a „sajtolás” nevet kapja (mert „a plaFONig széDÜlsz”), országszerte elterjed a gyerekek körében, ezért a TV-ben is egyre több szót ejtenek róla. Kyle Broflovski szülei, Gerald és Sheila aggódni kezdenek fiukért, ezért Gerald kezdeményezi a macskatartás betiltását South Parkban. A rendőrség az összes macskát elkobozza gazdájuktól, de Cartman időben elrejti Cicust a padláson. Nemsokára Cartman újabb és újabb macskákat is befogad, mert megsajnálja őket.
Kenny ennek ellenére képes macskát beszerezni, de barátai ezt elkobozzák tőle és próbálják jobb belátásra bírni a drogfüggővé vált Kennyt. Az elkobzott macskát Kyle rejti el a szobájában, amit Sheila megtalál a fiókjában és azt hiszi, hogy fia is drogfüggő lett. Gerald leviszi a macskát a pincébe, Kyle-t pedig szobafogságra ítéli. A pincében kiderül, hogy Gerald tíz évvel ezelőtt szintén sajtolt, és nem tud ellenállni az újabb kísértésnek, legalábbis egy „utolsó alkalom” erejéig. Bódult állapotban Gerald is találkozik a nagymellű nővel, de amikor közös fürdőzésre indulnak, Kenny is jelen van, akivel meg kell küzdenie a nőért. A képzeletükben egy Colosseum-szerű stadionban küzdenek, a valóságban azonban a döbbent South Park-iak szeme láttára félmeztelenül püfölik egymást egy homokozóban.
Miután mindketten kijózanodnak, Gerald nyilvános beszédet tart a városlakóknak. Bocsánatot kér tettei miatt és elrendeli a macskák visszaszolgáltatását, mert szerinte nem azok tehetnek az elmúlt eseményekről és a gyerekek úgy is találnak majd más eszközöket, amiktől elkábulhatnak. Kyle megkérdezi a gyakran antiszemita nézeteket hangoztató Cartmant, nem lát-e valamilyen összefüggést a macskák rejtegetése és egy bizonyos történelmi esemény – azaz a zsidók második világháború alatti üldöztetése – között, de Cartman nem tudja (vagy legalábbis úgy tesz, mintha nem tudná), miről beszél Kyle. Barátai örömmel látják, hogy Kenny élvezi a természet szépségeit, immár teljesen tisztán. Ugyanis Kenny virágokat szagolgat, de egyre többet és többet, mígnem bódító hatásuk alá kerülve visszatér korábbi utazásai színhelyére...
|  | Itt a vége a cselekmény részletezésének! |

## Produkció
Az epizód az 1981-es Heavy Metal című sci-fi animációs filmnek állít emléket. A rendhagyó animációs technikával készült rész gyártása a többi South Park-epizódhoz képest szokatlanul hosszú időbe, nyolc hétbe telt. A szereplők drogos utazásai során látható szereplők realisztikus mozgásának elkészítéséhez a sorozat munkatársai álltak modellt, míg a szőke nő megformálásához a stúdió egy színésznővel kötött szerződést. Egyes jelenetek során Kenny autójához egy háromdimenziós makettet használtak fel animáció helyett. Az epizódban három, a Heavy Metal eredeti filmzenei albumán is szereplő dal hangzik el; Don Feldertől a Heavy Metal (Takin' a Ride), illetve Sammy Hagar Heavy Metal című száma. Kenny és Gerald párbaja alatt pedig rövid időre a Riggs együttes Radar Rider című száma hallható.
A Dekoltázs őrnagy végül a rajongók kedvencévé vált és az első olyan rész volt, mely elérte az egymilliós online nézettséget a South Park hivatalos honlapján.
Kyle az epizód végén megjegyzi, hogy Cartman macskabújtatása egy bizonyos történelmi eseményre emlékezteti (a zsidók bujkálására a második világháború idején), Cartman azonban nem érti, mit akar ezzel Kyle mondani. A történelmi párhuzamra utal az is, hogy amikor Cartman elbújtatja Cicust, azt mondja neki, írjon naplót. A zsidó Anne Frank a II. világháború idején írt naplót, amikor a család barátja bújtatta a padlásán. Gerald nyilvános bocsánatkérése az epizód végén célzás Eliot Spitzer amerikai ügyvéd és politikus 2008-as prostitúciós botrányára.

## Fogadtatás
Az IGN weboldalon az epizód kedvező bírálatot kapott, mely szerint „A Dekoltázs őrnagy első két perce viccesebb, mint az azt megelőző két epizód együttvéve.” Travis Fickett, a honlap egyik kritikusa nagyra értékelte a Heavy Metal-utalásokat, azt a tényt, hogy az epizód nem egy poénra támaszkodik, illetve a cselekmény során látható kisebb gegek sorozatát. Összességében a Dekoltázs őrnagy 10-ből 9 pontot ért el az IGN-en.

## Külső hivatkozások
- Dekoltázs őrnagy Archiválva 2009. április 8-i dátummal a Wayback Machine-ben a South Park Studios hivatalos honlapon
- Dekoltázs őrnagy az Internet Movie Database oldalon (angolul)